# Scutops goianiensis
Scutops goianiensis är en tvåvingeart som beskrevs av Dalton de Souza Amorim 1990. Scutops goianiensis ingår i släktet Scutops och familjen savflugor. Inga underarter finns listade i Catalogue of Life.